# Gateway (Florida)
Gateway es un lugar designado por el censo ubicado en el condado de Lee en el estado estadounidense de Florida. En el Censo de 2010 tenía una población de 8.401 habitantes y una densidad poblacional de 528,45 personas por km².

## Geografía
Gateway se encuentra ubicado en las coordenadas 26°34′54″N 81°44′42″O / 26.58167, -81.74500. Según la Oficina del Censo de los Estados Unidos, Gateway tiene una superficie total de 15.9 km², de la cual 14.63 km² corresponden a tierra firme y (7.98%) 1.27 km² es agua.

## Demografía
Según el censo de 2010, había 8.401 personas residiendo en Gateway. La densidad de población era de 528,45 hab./km². De los 8.401 habitantes, Gateway estaba compuesto por el 87.87% blancos, el 5% eran afroamericanos, el 0.18% eran amerindios, el 3.08% eran asiáticos, el 0.01% eran isleños del Pacífico, el 1.57% eran de otras razas y el 2.29% pertenecían a dos o más razas. Del total de la población el 11.24% eran hispanos o latinos de cualquier raza.